# Giải César cho biên tập
Giải César cho biên tập là một giải César dành cho người biên tập của một phim được bầu chọn là tốt nhất.
Dưới đây là danh sách những người và các phim đoạt giải:

## Thập niên 1970
- 1976: Geneviève Winding, phim Sept morts sur ordonnance
- 1977: Marie-Josèphe Yoyotte, phim Police Python 357
- 1978: Albert Jurgenson, phim Providence
- 1979: Raymonde Guyot, phim Le Dossier 51

## Thập niên 1980
- 1980: Reginald Beck, phim Don Giovanni
- 1981: Martine Barraqué-Currie, phim Le Dernier Métro
- 1982: Albert Jurgenson, phim Garde à vue
- 1983: Noëlle Boisson, phim Qu'est-ce qui fait courir David ?
- 1984: Jacques Witta, phim L'Été meurtrier
- 1985: Nicole Saunier, phim Les Ripoux
- 1986: Raymonde Guyot, phim Péril en la demeure
- 1987: Isabelle Dedieu, phim Thérèse
- 1988: Emmanuelle Castro, phim Au revoir les enfants
- 1989: Noëlle Boisson, phim L'Ours

## Thập niên 1990
- 1990: Claudine Merlin, phim Trop belle pour toi
- 1991: Noëlle Boisson, phim Cyrano de Bergerac
- 1992: Hervé Schneid, phim Delicatessen
- 1993: Lise Beaulieu, phim Les Nuits fauves
- 1994: Jacques Witta, phim Trois Couleurs: Bleu
- 1995: Juliette Welfling, phim Regarde les hommes tomber
- 1996: Scott Stevenson & Mathieu Kassovitz, phim La Haine
- 1997: Marie-Josèphe Yoyotte & Florence Ricard, phim Microcosmos
- 1998: Hervé de Luze, phim On connaît la chanson
- 1999: Véronique Lange, phim Taxi

## Thập niên 2000
- 2000: Emmanuelle Castro, phim Voyages
- 2001: Yannick Kergoat, phim Harry, un ami qui vous veut du bien
- 2002: Marie-Josèphe Yoyotte, phim Le Peuple migrateur
- 2003: Nicolas Philibert, phim Être et avoir
- 2004: Danielle Anezin, Valérie Loiseleux, Ludo Troch, phim Un couple épatant, Cavale, Après la vie
- 2005: Noëlle Boisson, phim Deux frères
- 2006: Juliette Welfling, phim De battre mon cœur s'est arrêté
- 2007: Hervé de Luze, phim Ne le dis à personne
- 2008: Juliette Welfling, phim Le Scaphandre et le Papillon
- 2009: Sophie Reine, phim Le Premier Jour du reste de ta vie
  - Laurence Briaud, phim Un conte de Noël
  - Robin Campillo & Stéphanie Léger, phim Entre les murs
  - Francine Sandberg, phim Paris
  - Hervé Schneid & Bill Pankow, phim Mesrine: L'Instinct de mort & Mesrine: L'Ennemi public n° 1

Bản mẫu:Césars du cinéma